# Кузнецовская улица (Санкт-Петербург)
Кузнецо́вская улица — улица в Московском районе Санкт-Петербурга. Проходит от Кубинской улицы до Витебского проспекта, формируя северную границу Московского парка Победы. Название улицы дано по фамилии землевладельца.

## История
До 1917 года территория, по которой проходит Кузнецовская улица, находилась за городской чертой и принадлежала Московской волости Петроградского уезда. По этой причине улица не показывалась на городских картах, а списки домовладельцев и жителей не издавались в городских справочниках вплоть до последних предреволюционных лет, когда справочник «Весь Петроград» стал печатать эти списки также и по пригородным полицейским участкам.
По справочнику «Весь Петроград» на 1917 год владельцем обоих угловых участков по восточной (чётной) стороне Московского шоссе (ныне Московский проспект) на его пересечении с Кузнецовской улицей (№ 54 и № 54а) является некто Кузнецов Николай Фёдорович. В персональном разделе этого же справочника указано три человека с этим именем:
- купец, проживающий по Грязной улице, д. 22 (ныне Ординарная улица в Петроградском районе),
- потомственный почётный гражданин, сотрудник Госбанка, проживающий на Кронверкском пр., д. 47 и имеющий личный домашний телефон,
- владелец чайной на Лейхтенбергской ул., 6 в Нарвской части (ныне улица Розенштейна).

Индекс Д242, обозначающий в данном справочнике домовладения, перечисленные в 242-м столбце (среди них и участки Н. Ф. Кузнецова на Московском шоссе), не проставлен ни для одного из трёх вышеперечисленных лиц, а дан отдельно, четвёртой строкой. Это означает, что редакция справочника не располагала данными от Московской волости, которые позволяли бы однозначно идентифицировать владельца земельных участков из четырёх возможных вариантов. Так или иначе, связь между названием Кузнецовской улицы и фамилией владельца участков на ней прослеживается так же, как между названием соседней улицы Жукова (упразднена; на её месте сейчас проезд между домами 184 и 186 по Московскому проспекту) и именем Антонины Васильевны Жуковой, которая являлась домовладелицей участка № 50 на углу улицы Жукова и прежнего Московского шоссе.

## Объекты
1. на нечётной стороне улицы находятся парк Авиаторов и Московский парк Победы
2. д. 11 (ЖК «Седьмое небо») является одним из самых высоких жилых зданий Петербурга (19 место), и было самым высоким в период с 1994 по 2003 годы. Первый жилой дом города, который пересёк отметку в 100 метров.
3. на территории Парка Победы находится дом 25, в котором сейчас размещается кардиоцентр, а с 1938 по 1979 год был роддом № 9, в котором 21 июня 1962 года родился известный музыкант Виктор Цой[3].
4. д. 31 — гипермаркет «Карусель»
5. д. 44 — первый высотный жилой дом в Ленинграде (12 этажей), в народе получил прозвище «Вашингтон», так как был похож на американское посольство
6. д. 52 — группа компаний «Талосто»

## Транспорт
1. Метрополитен: Станция метро «Электросила», «Парк Победы»
2. Трамвай № 29, 45
3. Автобус № 3, 26, 36, 50, 62, 64, 72, 225, 286
4. Троллейбус № 17, 24, 26

## Пересекает следующие улицы и проспекты
1. Кубинская улица
2. Новоизмайловский проспект
3. Варшавская улица
4. Московский проспект
5. Яковлевский переулок
6. улица Севастьянова
7. Свеаборгская улица
8. проспект Юрия Гагарина
9. проспект Космонавтов
10. Витебский проспект

## Интересные факты
- Ранее существовали Кузнецовская и Новокузнецовская улицы, (по разным сторонам Варшавской ветки), которые потом объединились.
- В доме 25 (бывший Роддом № 9) родился Виктор Цой.
- В квартире на Кузнецовской улице жил куплетист Павел Рудаков.